# 막시 헤르버

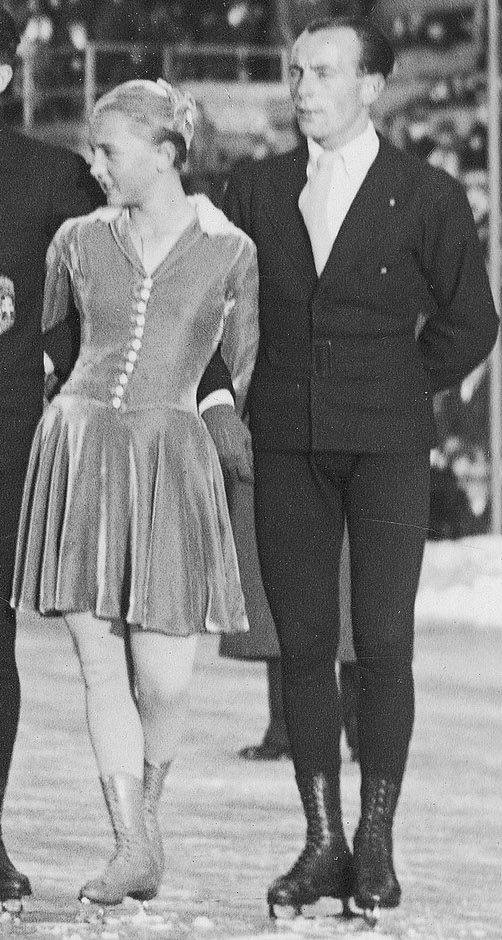
헤르버 (왼쪽)

막시 헤르버(독일어: Maxi Herber, 1920년 10월 8일 - 2006년 10월 20일)는 독일의 피겨 스케이팅 선수로 페어 스케이팅과 싱글 스케이팅에서 활약했다. 그녀는 에른스트 바이어와 함께 1936년 동계 올림픽 페어 스케이팅 부문에서 금메달을 획득한 최연소 여자 피겨 스케이팅 선수가 되었다.
뮌헨에서 태어난 헤르버는 1933년부터 1935년까지 독일 선수권 대회 싱글 부문에서 3번 우승한 스케이트 선수였다. 그녀는 뮌헨 EV 클럽에서 스케이트를 탔다.
헤르버와 바이어는 1940년에 선수생활을 마감한후 결혼했다. 2차 세계 대전 이후 그들은 아이스 쇼에서 스케이트를 탔다. 이후 부부는 사업을 소유했다. 1964년에 그들은 이혼했다. 이혼 때문에, 그녀는 생존을 위해 사회 서비스에 의존해야 했다.
헤르버는 파킨슨병으로 고통을 겪었다. 그녀는 2000년에 가르미슈파르텐키르헨으로 이주했다. 그녀는 86세의 나이로 가르미슈파르텐키르헨에서 죽었다.